# Mihaela Erceg
Mihaela Erceg (Split, 28. listopada 1997.) hrvatska ilustratorica, autorica stripova, animatorica i spisateljica specifična po svom humorističnom stilu izražavanja.

## Životopis
U Splitu je završila osnovnu školu i gimnaziju. Pohađala je radionice stripa u Info Zoni kod Ivana Svaguše gdje je, već u ranoj dobi, iskazala žanrovski potencijal, pa se kasnije nastavila i baviti stripom. Bila je jedna od suradnika u mjesečniku Stripodrom, splitskom magazinu stripa.
Godine 2015. je jedna od pet mladih hrvatskih umjetnika koji su angažirani u kampanji "Proventiliraj se" za Reebok.
Godine 2016. počinje studij animiranog filma na Akademiji likovnih umjetnosti u Zagrebu, 2019. dobiva titulu prvostupnika. Njen završni film Taksimetar i osrednje psihoze dobio je priznanje na Međunarodnom danu animacije u Zagrebu za inovativnost u dizajnu, stil i humor.
Njen drugi film Od jutra do sutra bio je prikazan na Canlandıranlar Film Festivalu.
Godine 2020. počinje objavljivati dnevnu strip rubriku Na Dobro Van Doša koja je objavljena i na portalu Dalmacija Danas. Rubrika obilježava svjetski poznate i manje poznate dane kroz dalmatinski humor i stil.
U stilu rubrike, izdaje i kalendar "Di si bija '21?" koji je zapažen kod vodećih nacionalnih medija.
Time nastaje i istoimena izložba koja je bila ugošćena u Splitu, Solinu, Omišu, Crikvenici i Popovači.
U listopadu 2021. projekt dnevnog crtanja iz 2019. okrunjuje izložbom #366aroundthesun.
Na kraju 2021. objavila je knjigu strip-karikatura Knjiga godine: Di si bija ovih dana.
Od ožujka 2022. godine do kraja siječnja 2024. surađuje s dnevnim listom 24sata, crtajući karikature pod nazivom iŠtorija u kojima obrađuje događaje iz povijesti.
U lipnju 2022. godine je diplomirala na Akademiji likovnih umjetnosti Zagreb te stekla titulu magistre animiranog filma i novih medija. Istovremeno je primljena u članstvo Hrvatske udruge likovnih umjetnika (HULU), a od 2024. je u priznatom statusu samostalne umjetnice koja profesionalno obavlja  samostalnu umjetničku djelatnost.
U listopadu 2022. godine je objavila i prvi roman Ako prođe, prođe u kod izdavačke kuće Beletra.
Koncept za njenu animiranu seriju Salty Banana primljen je među 24 izabrana projekta na Cartoon springboard, europski skup mladih talenata u animaciji, te ga je predstavila u Madridu. Po kritici je proglašeno najboljim predstavljanjem.
Godine 2023. započinje suradnju s mladim scenarističkim parom iz SAD imena Super Moon (Jamie Holcomb & Jackie Cuccaro) za koje, po njihovom scenariju, dizajnira i animira seriju Princess Astra, kao i pilot epizode Salty Banane.[nedostaje izvor]
Od proljeća 2024. za Super Moon crta web strip serijal Martel Dangereux koji se redovno objavljuje na platformi Webtoon.[nedostaje izvor]
U jesen 2024. je pozvana na sudjelovanje u međunarodnoj izložbi "Helga 2.0 - Omaž junakinji" udruženja Stripotetke iz Beograda (Srbija). Izložba se održala od 25. rujna do 4. listopada u Ustanovi kulture "Parobrod" (Beograd).
U veljači 2025. izlazi njen drugi roman."Jubav kontra sili" u izdanju Beletre, Zagreb.
U ožujku 2025. sudjeluje na žiriranoj izložbi "Gorka slika" u Vrbovcu u organizaciji Udruge Artoratorij.

## Nagrade
- Splitski pupoljak, 2016.
- Druga nagrada za najbolji scenariji, Balkanska smotra mladih strip autora, Srbija, Leskovac, 2018. / diploma za scenarij 2019.
- Posebno priznanje, ASIFA, Međunarodni dani animacije u Zagrebu, 2019.
- Nagrada za najbolju Hrvatsku karikaturisticu, Jutarnji list, 2019.

## Publikacije
- Stripodrom, 2013.
- Endem, 2018.
- Salty Banana, 2018.
- Ništa zato, 2018.
- Endem, 2019.
- Psychosis in dirty places, 2019.
- Pod prozorom, 2019.
- Idemo opet ispočetka, 2019.
- OHOHO fanzin, 2019. / 2020.
- Škola hodanja, fanzin ALU, 2019.
- MFKIG 2020.
- Di si bija ovih dana, knjiga karikatura, 2021.
- Ako prođe, prođe, roman, 2022.
- Jubav kontra sili, roman, 2025.

## Samostalne izložbe
- Ne znam vam ja ništa // Split, 2016.
- Di si, šta ima? // Zagreb, 2018.
- Dođite, bit će dobro // Zagreb, 2018.
- Inktober // Zagreb, 2019.
- #366aroundthesun // Zagreb, 2020.
- Di si bija '21? // Split, Omiš, Crikvenica, Pitomača, Šolta, Vukovar // 2021.
- #366aroundthesun // Split, 2021.

## Grupne izložbe
- Stripodrom // Split, 2013.
- Smojina marenda // Split, 2016.
- Završna izložba OZAFIN // Zagreb, 2017.
- Metamodelacije vol.2 //, 2018.
- Back to BEK //, 2018.
- Split Art Convention // Split, 2018.
- Ona se budi/Ed Egalite //Beograd (Srbija), 2018.
- Fumetto // , 2018.
- Gandhi // Zagreb, 2018.
- Balkanska smotra mladih strip autora // Leskovec (Srbija),2019.
- Helga 2.0 - Omaž junakinji // Beograd (Srbija), 2024.
- Gorka slika // Vrbovec, 2025.

## Ilustrirane knjige
- Nitko NE mora ODRASTI, rani dani // Artur // 2015.
- Mali iznajmljivač – Veliki posao // Anamarija Cicarelli // 2015.
- Nitko NE mora ODRASTI, Za Tebe // Artur // 2017.
- Litopisi // Herci Ganza // 2017.

## Ostalo
- Animatorica projekcija - predstava Pinocchio u izvedbi Zagrebačkog kazališta lutaka
- Autorica logotipa hrvatskog dijela akcije "24 satno crtanje stripa" 2018.